# 리아 디 레오
리아 디 레오(Lia Di Leo, 1931년 8월 17일 ~ )는 이탈리아의 배우, 모델이다. 1951 미스 이탈리아 대회 참가자이다.